# 达尔文·库克
达尔文·路易斯·库克（英語：Darwin Louis Cook，1958年8月6日—），美国NBA联盟前职业篮球运动员。他在1980年的NBA选秀中第4轮第1顺位被底特律活塞选中。